# پارک ملی آکاگرا

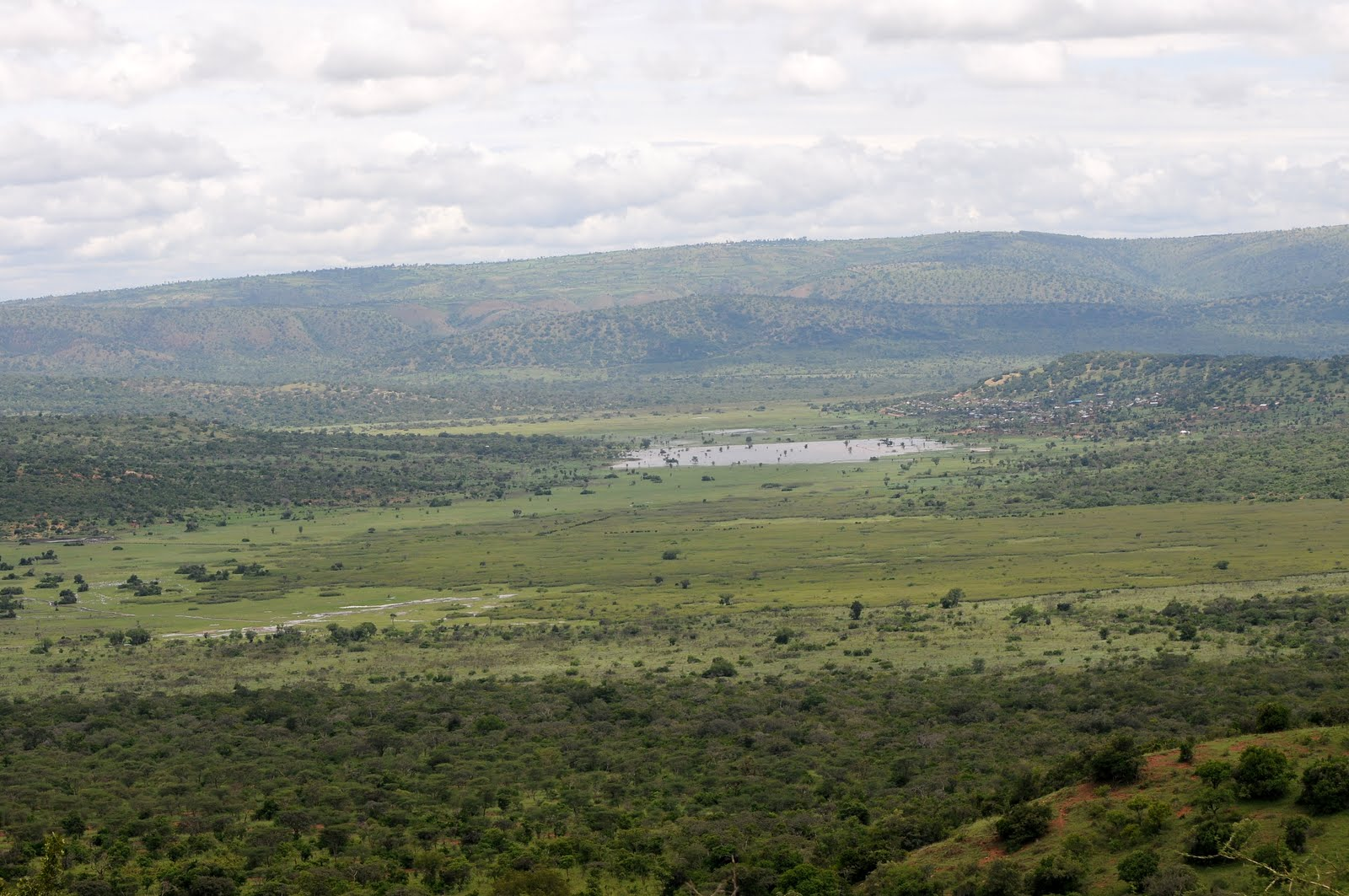
نمایی از پارک

پارک ملی آکاگرا (انگلیسی: Akagera National Park) یک پارک ملی در شرق رواندا و در امتداد مرز تانزانیا است.
این پارک که در سال ۱۹۳۴ تأسیس شده دارای ۱۲۰۰ کیلومتر مربع مساحت می‌باشد و شامل سه ناحیه بوم‌شناختی: گرم‌دشت، کوه و باتلاق می‌باشد. 

## نگارخانه

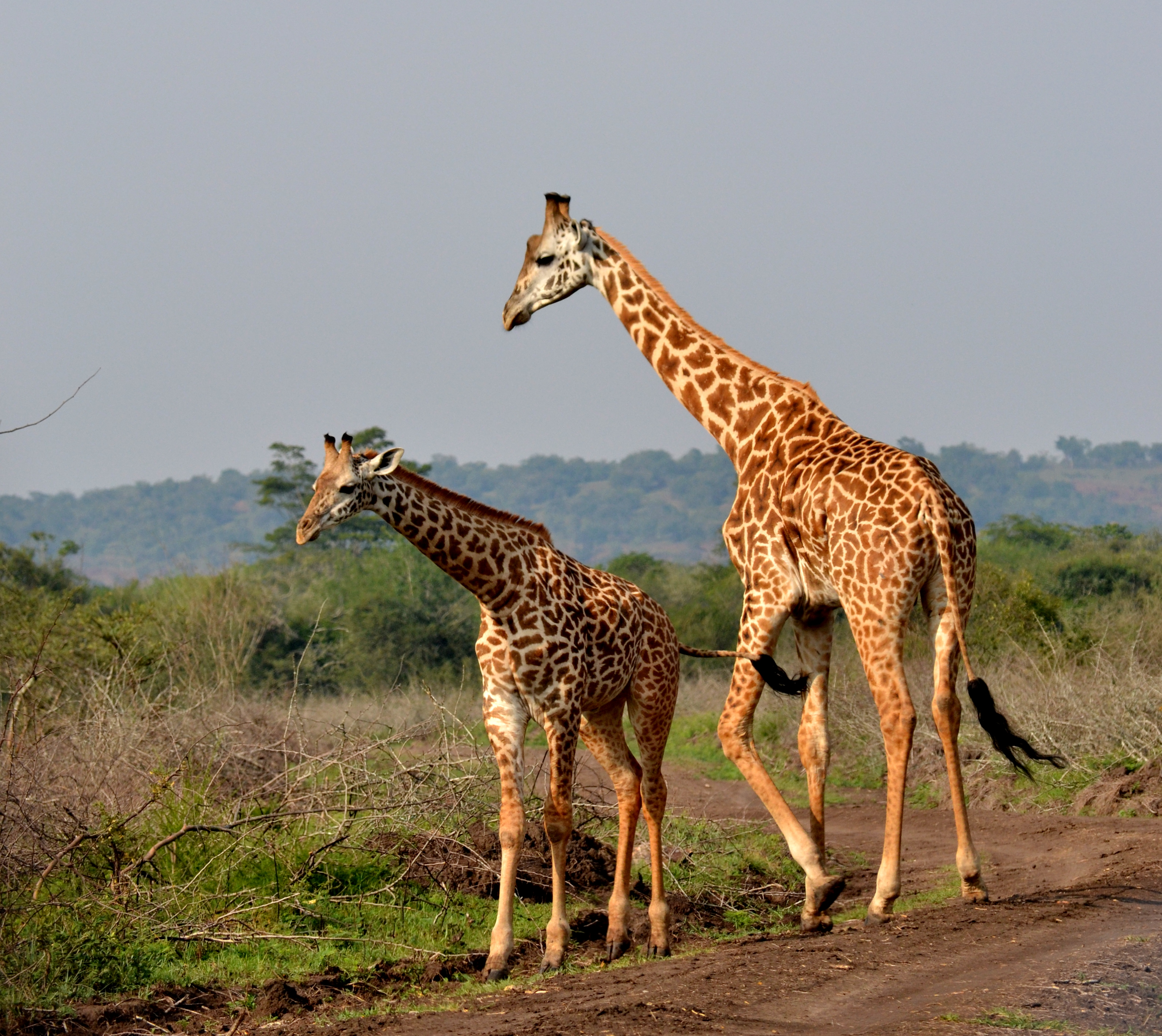
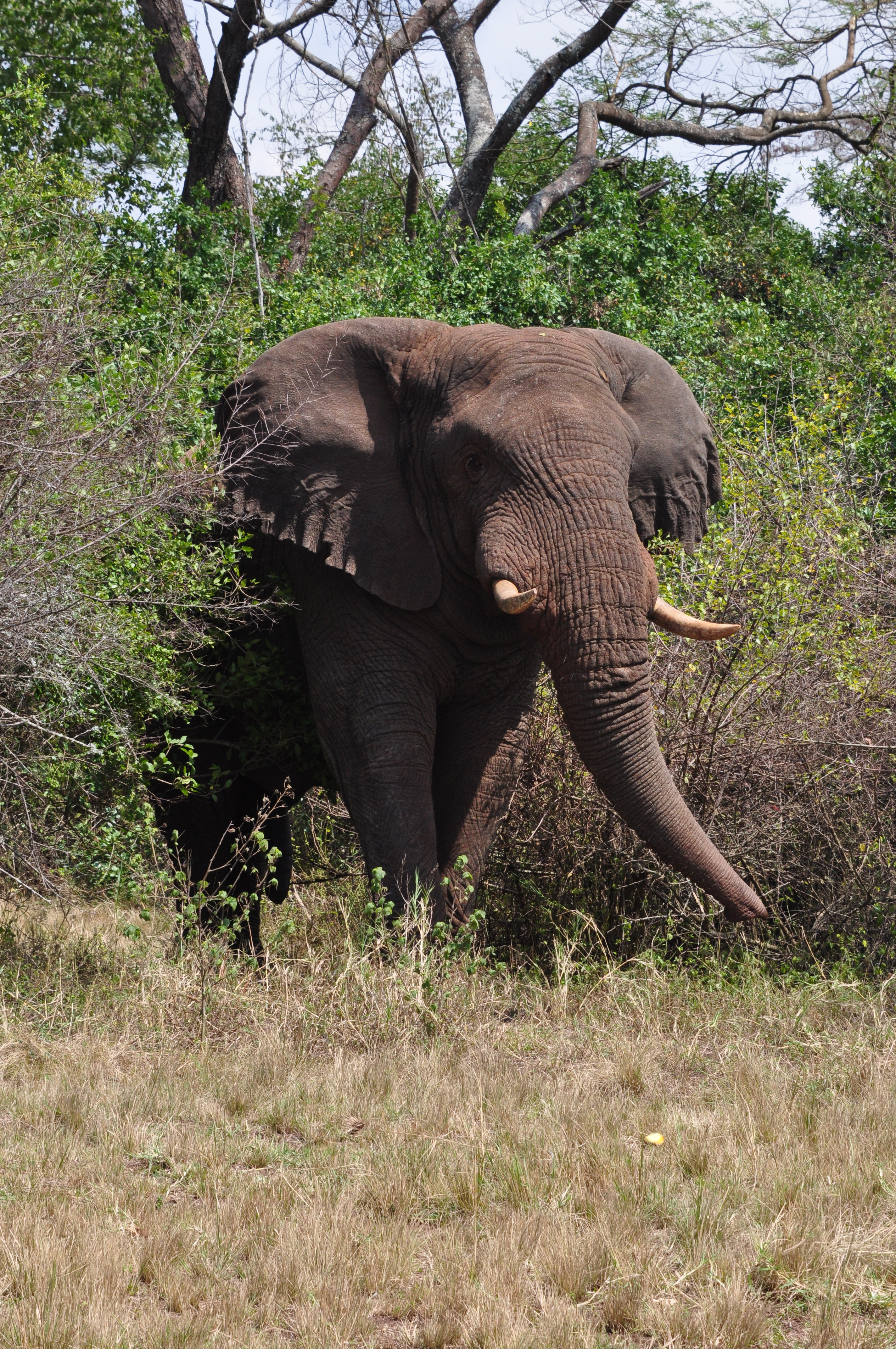
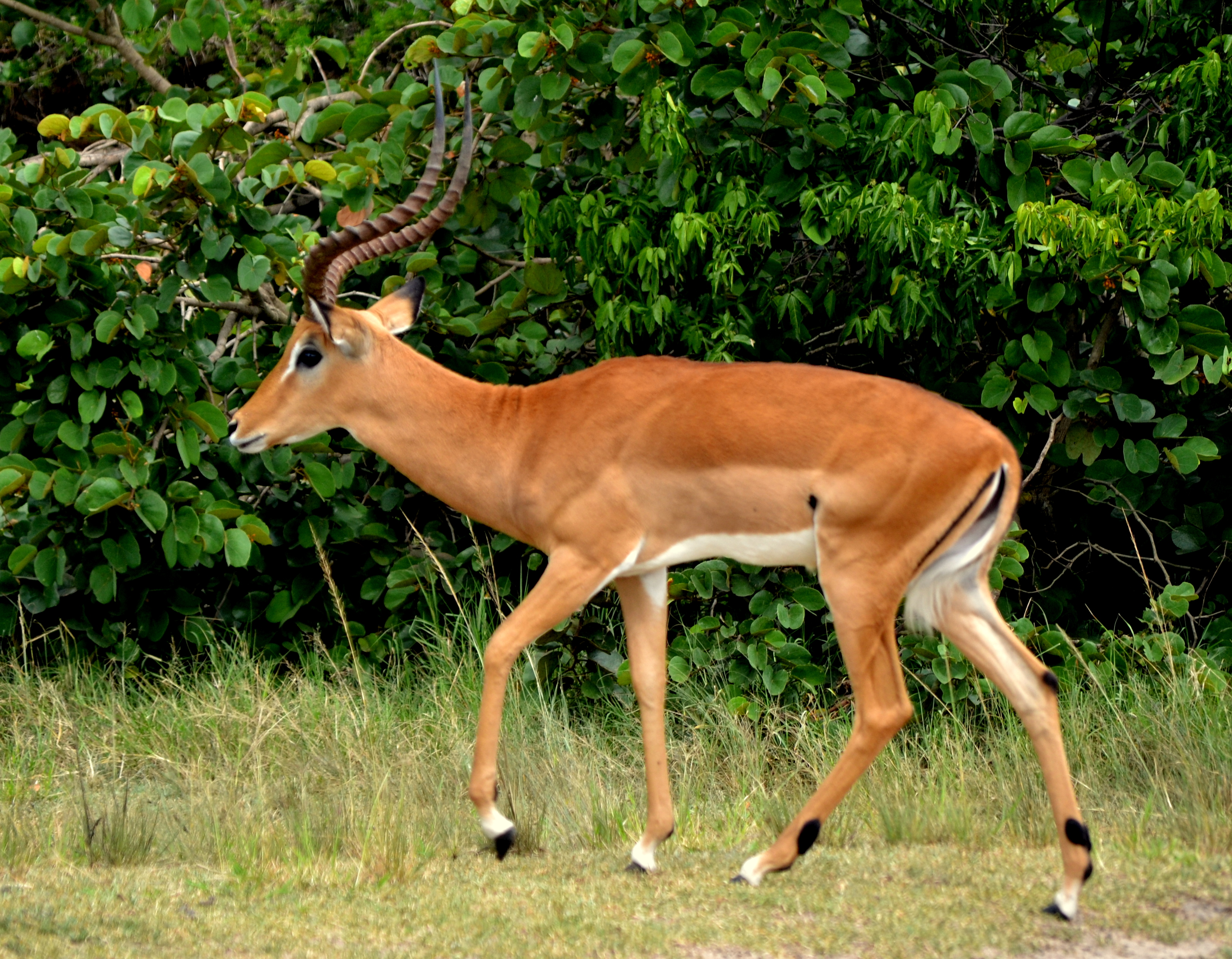
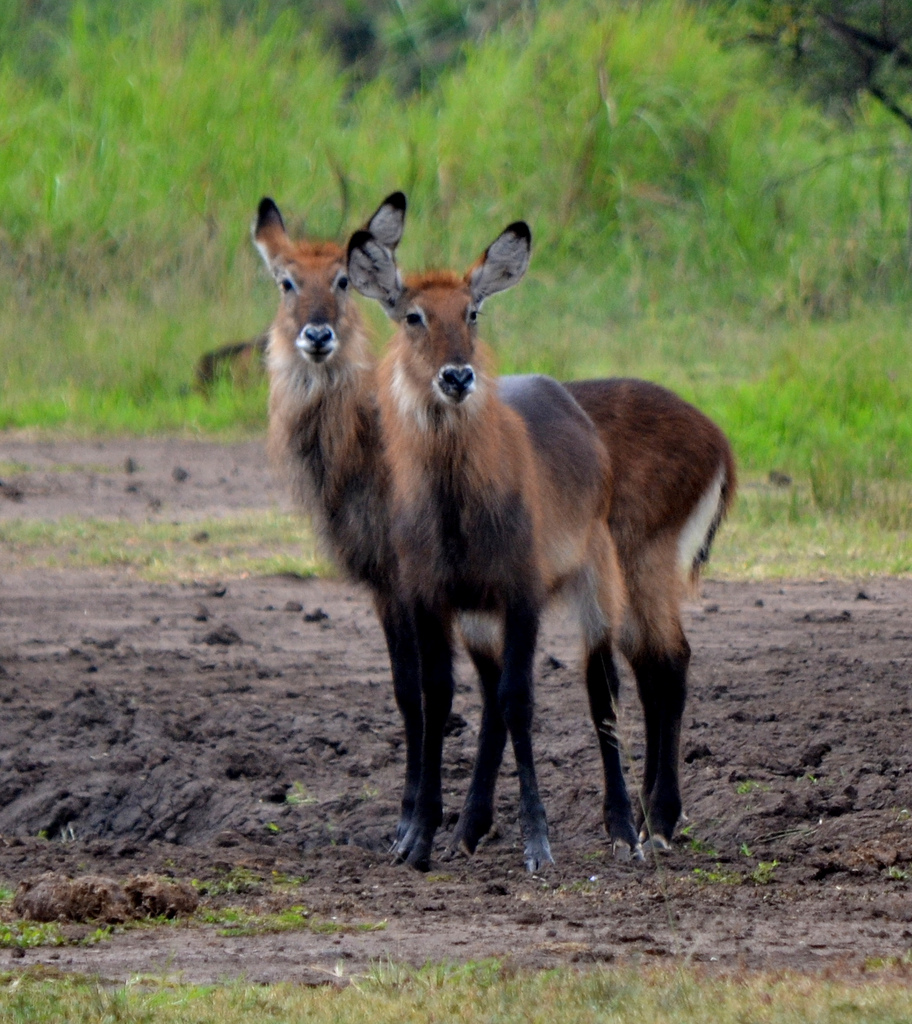
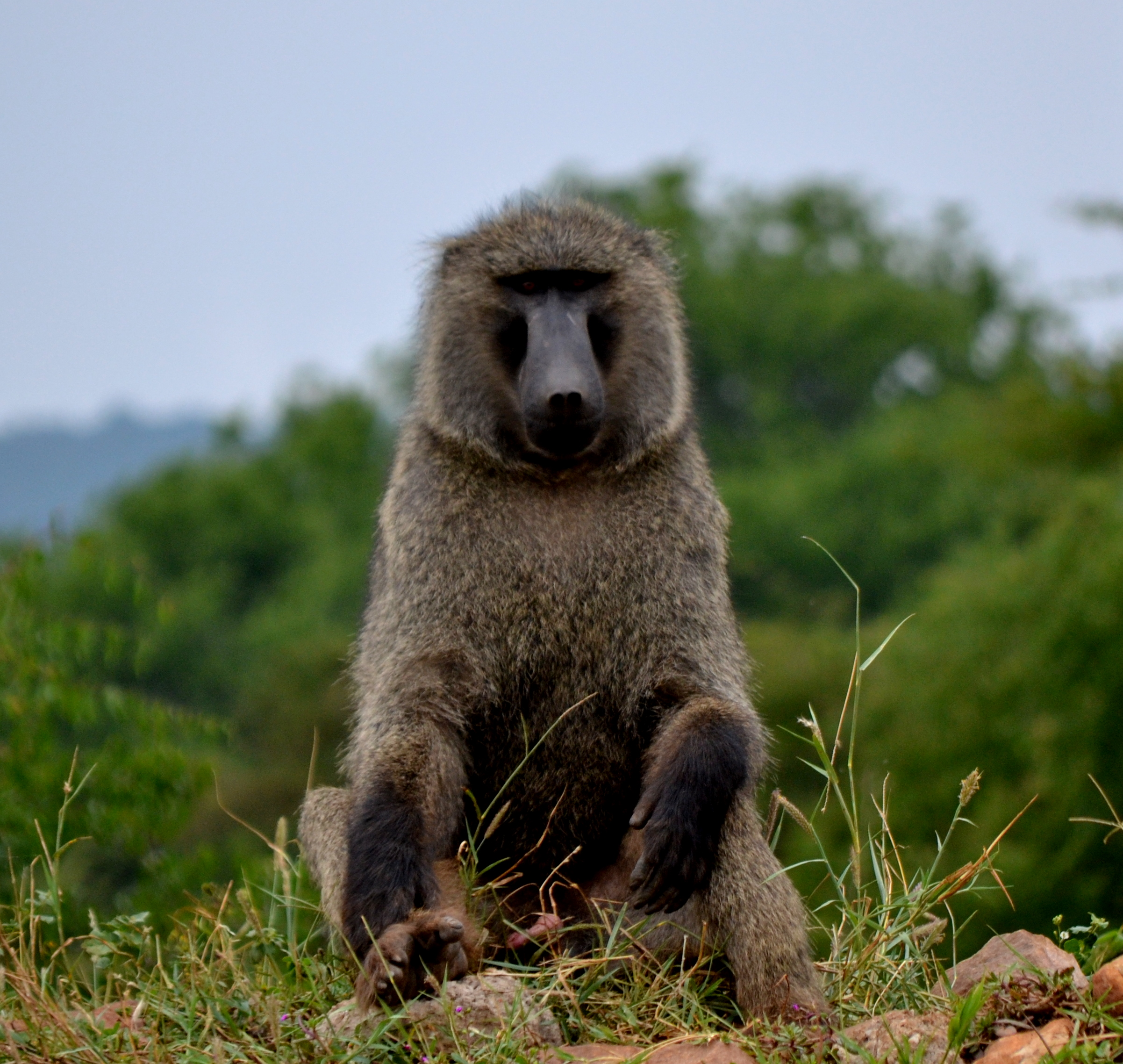
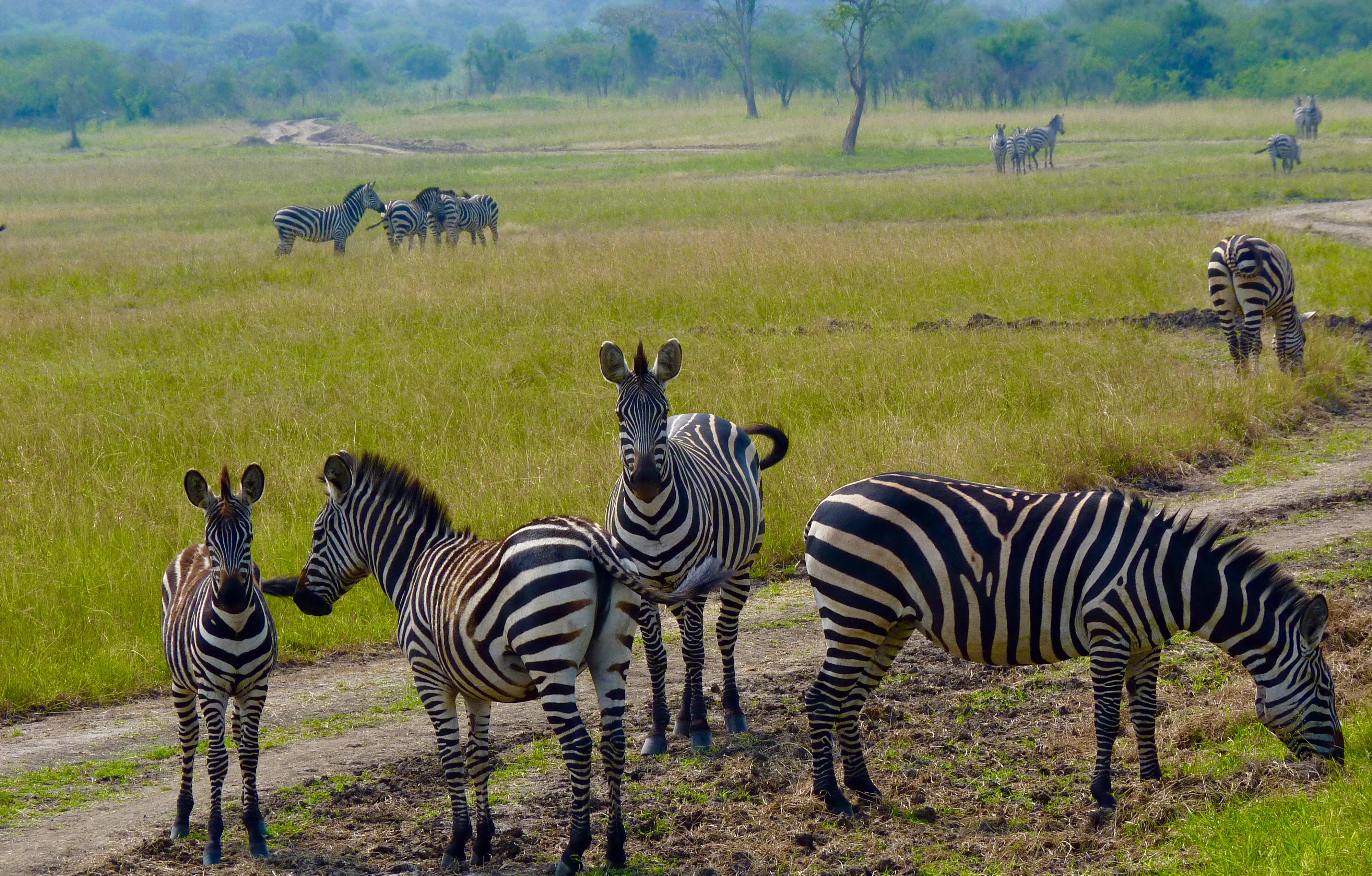
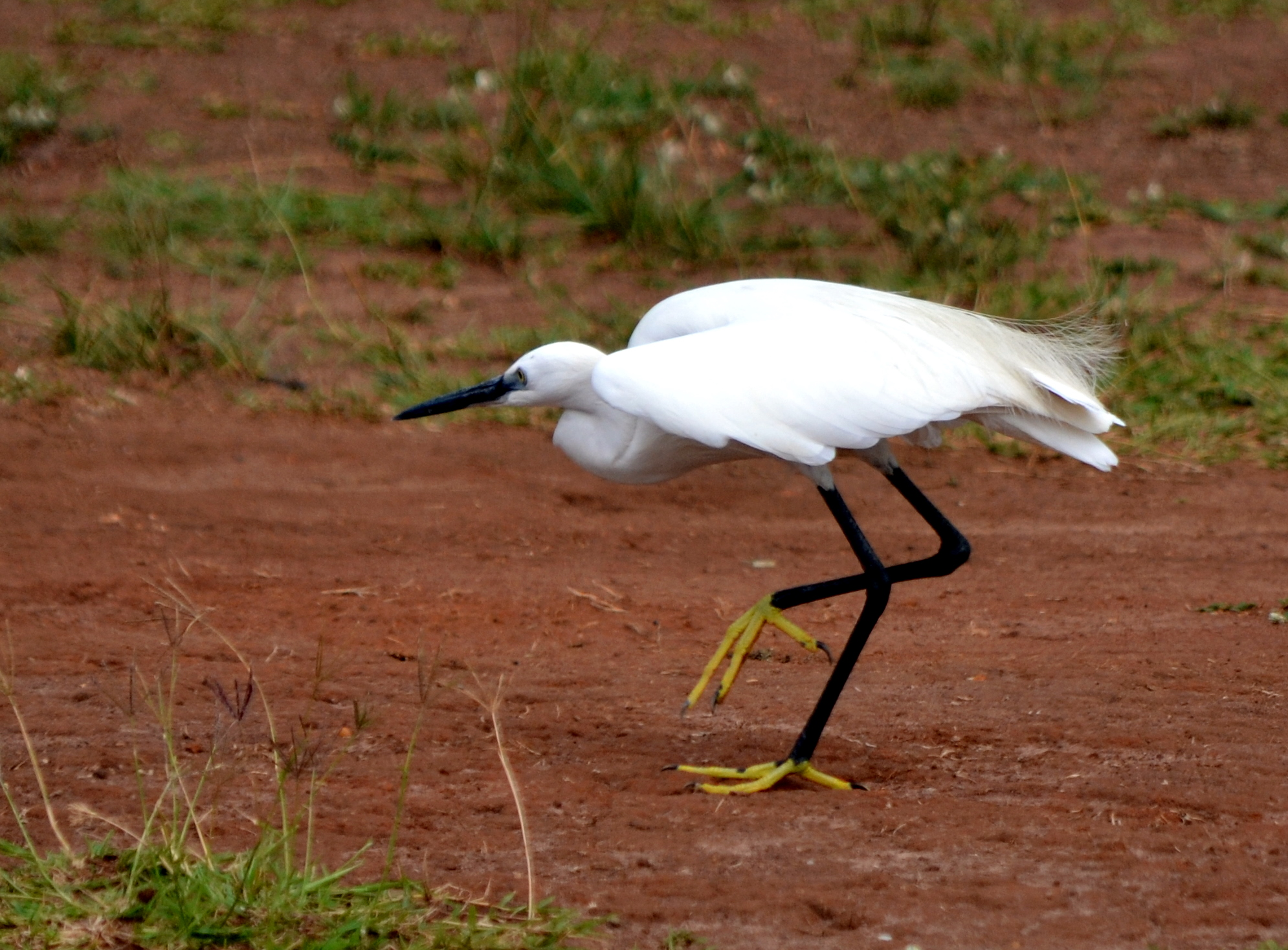
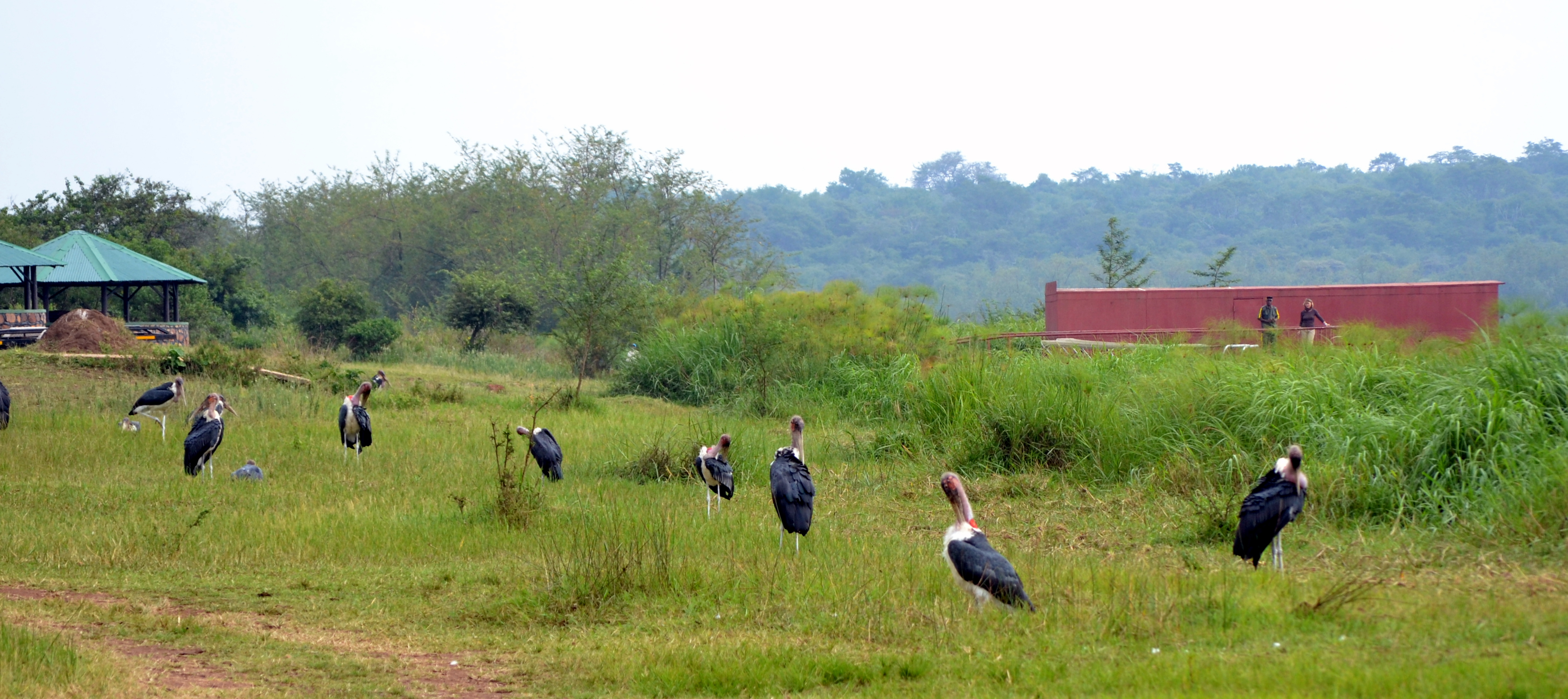
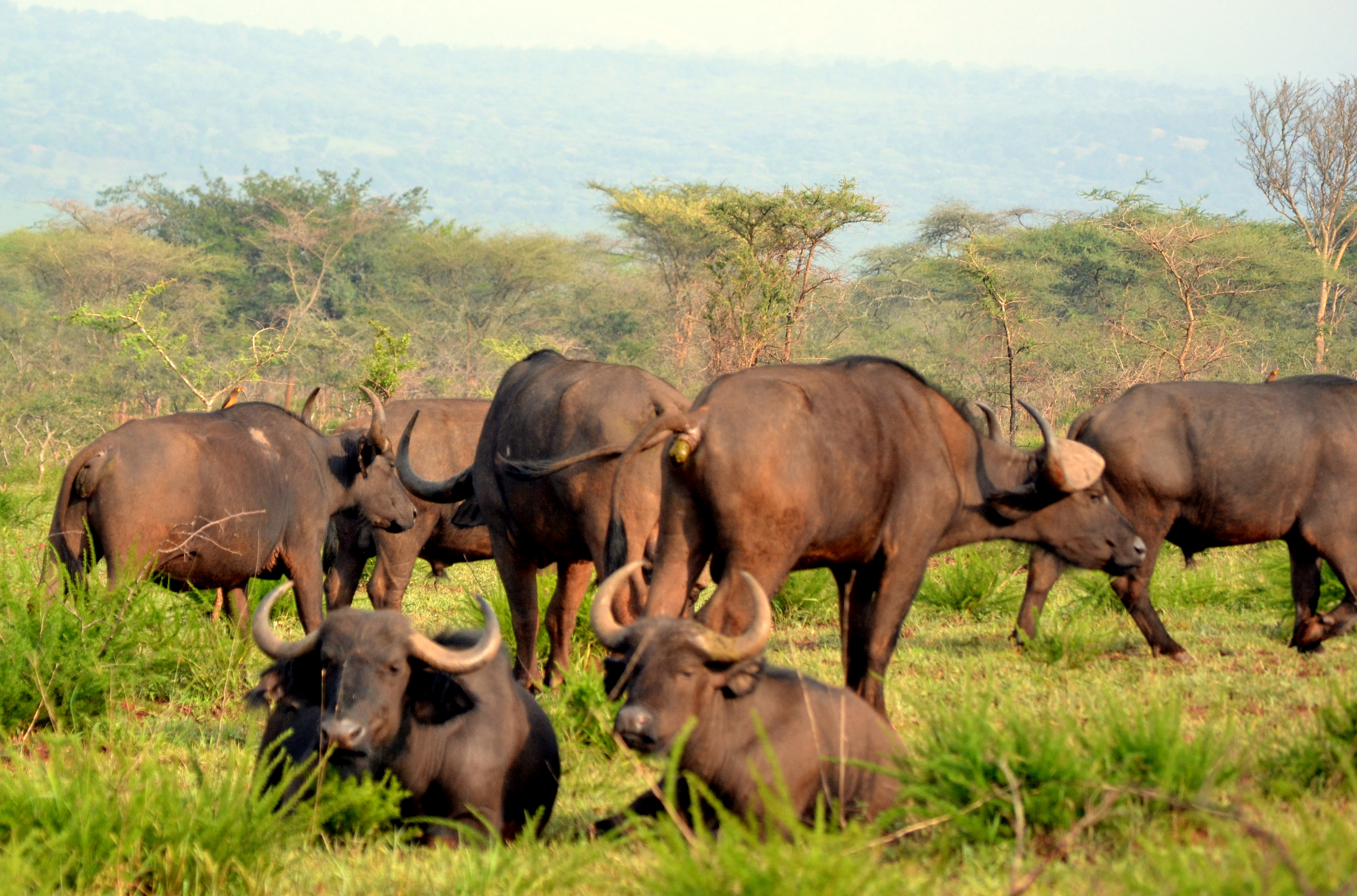